# Multihalle
La Multihalle de Mannheim es un pabellón polivalente ubicado en el Herzogenriedpark, construido para la Bundesgartenschau de 1975. Fue diseñada por los arquitectos Carlfried Mutschler y Joachim Langner, con una estructura soportante concebida por Frei Otto mediante una celosía de madera libremente conformada. Hasta la actualidad, representa la mayor cubrición de madera sin estructura rígida del mundo. Considerada un hito de la arquitectura orgánica, la Multihalle fue declarada monumento protegido en 1998.

## Arquitectura
La Multihalle consiste en dos cúpulas interconectadas cubiertas por una celosía de madera cuádruple (listones de 5 × 5 cm, separados cada 50 cm), diseñada por Carlfried Mutschler y Joachim Langner, con el cálculo estructural a cargo de Frei Otto y la ingeniería de Arup en Londres. Completada en 1975, alberga una sala principal y zonas contiguas con pasillos y un restaurante. La cubierta semitranslúcida distribuye la luz natural de forma uniforme en el interior.
Datos generales
- Estructura portante: listones de madera, dispuestos transversalmente en dos o cuatro listones uno encima del otro. Distancia entre sí 50/50 cm. Sección de lama 5/5 cm. Madera de cicuta y pino.
- Superficie del tejado: 9.500 m²
- Número de orificios en juntas: 144 000 (con 34 000 pernos).
- Perímetro total: 685 m, incluye 35 m de borde autoportante y arcos de 135 m.
- Red de cuerda: 7.150 m
- Techo: Tejido Trevira ennegrecido, recubierto de PVC, material en rollo, superpuesto y soldado en las juntas, sobre listones clavados con grapas Bukama.
- Superficie del pabellón: 10.500 m³
- Longitud total: 160 m
- Ancho total: 115 m
- Altura de la cúpula: 20 m
- Mayor luz transversal: 60 m

## Historia de la construcción
En la exposición de construcción de 1962 en Essen (Deubau) Otto creó su primera cúpula de listones de madera. Había dispuesto en el suelo un área de 250 m² y estaba constituida por lamas finas de 40 × 20 mm. Una grúa móvil levantó el marco de listones 5 en el medio m de altura. Las lamas que antes estaban unidas de forma vaga ahora se cruzan formando un diamante. Otto hizo fijar los extremos de los listones a un soporte circundante y sólo entonces apretó los pernos en las uniones de los listones de madera. La estructura terminada se asemeja a la de un tejado Zollinger, que sin embargo consta de 1 a 2,5 Mide tiras de madera cortas (láminas) y que no se crucen en el medio.
En 1967, Otto construyó un segundo tejado de celosía de madera, esta vez de doble arco dentro del pabellón alemán, como sala de conferencias y vestíbulo durante la Exposición Universal Expo 67 en Montreal.
Después de que en enero de 1970 se decidiera celebrar la Exposición Federal de Jardinería de 1975 en Mannheim, se convocaron dos concursos en los que arquitectos y paisajistas debían presentar sus ideas para los dos terrenos de la exposición de jardines, Herzogenriedpark y Luisenpark.
El ganador del concurso para el área Herzogenriedpark fue el estudio de arquitectura Carlfried Mutschler + Partner, Mannheim. El plan del concurso preveía un gran lugar de encuentro cubierto para diversas actividades y una cafetería con terraza con asientos frente al mar como área central. Para la cafetería se diseñó una estructura de madera aireada. El punto de encuentro debía estar cubierto con grandes sombrillas suspendidas de globos de gas. Aunque esto era técnicamente posible, las objeciones a las normas de construcción hicieron que el proyecto fracasara. Además, los globos habrían tenido que retraerse si la fuerza del viento hubiera alcanzado los 7.
Se investigaron varios tipos de construcciones neumáticas, pero esto habría dado como resultado costos excesivos de material y recortes. Las cúpulas herméticas también estaban descartadas, por lo que se discutieron diversas construcciones de carpas.

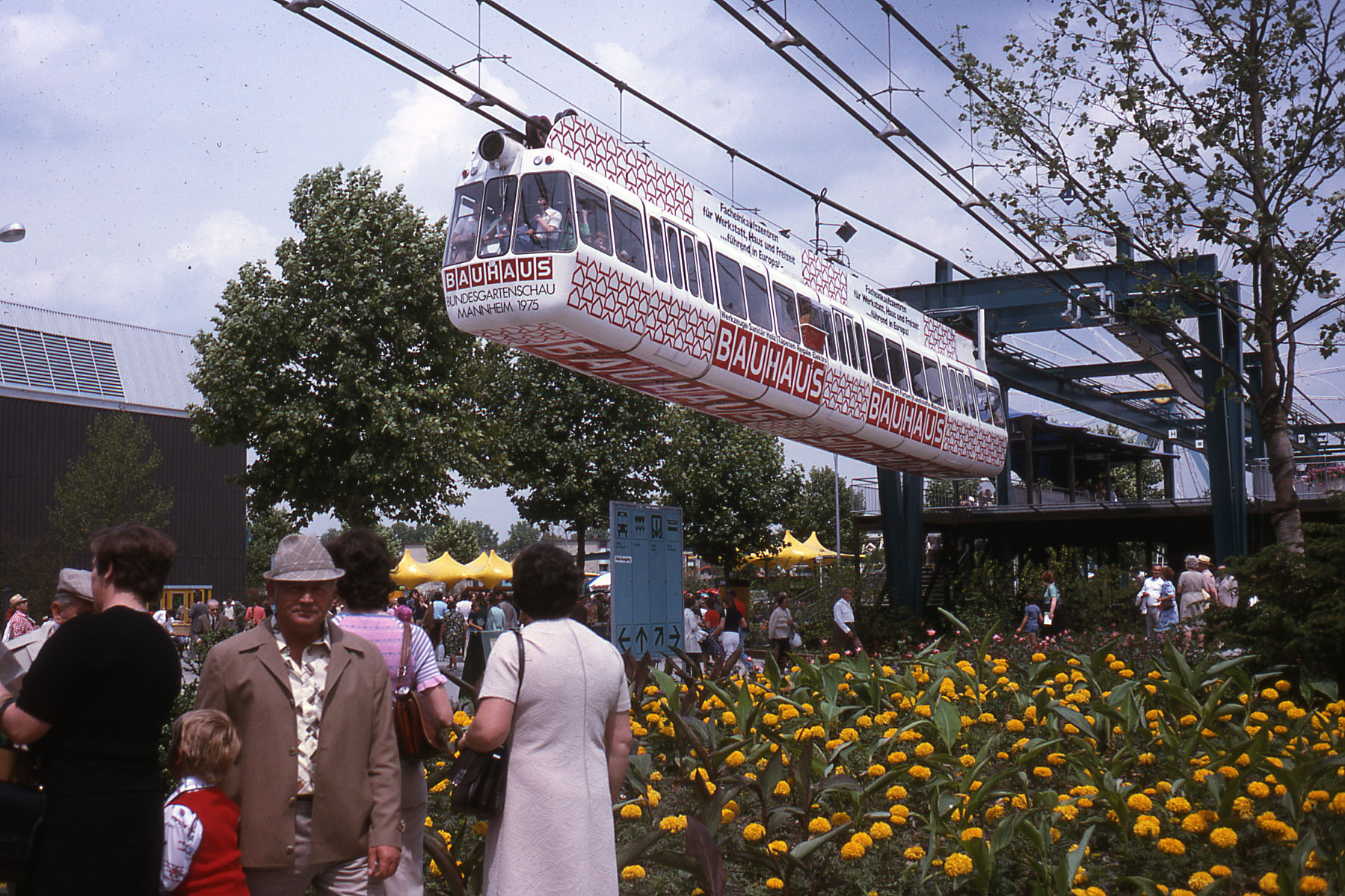
Aerobús, Exposición Federal de Jardinería de 1975

Como las colinas artificiales hechas de cúpulas de madera laminada encolada tampoco eran satisfactorias, se planteó la idea de construir conchas de rejilla de Frei Otto de Stuttgart. La ventaja de una estructura de rejilla como cubierta es que “solo está sujeta a tensiones de compresión y no de flexión” bajo su propio peso. Al mismo tiempo que se eligió el diseño, se determinaron las ubicaciones de las distintas funciones. Los visitantes serían conducidos a la sala en dos niveles: la estación de Aerobus y el parque.
El punto de partida para la carcasa de la rejilla fue el modelo de alambre del diseño preliminar. En este modelo a escala 1:500, sin embargo, la forma final sólo se pudo especificar de forma aproximada. Con ayuda de hilos se puede desenrollar al menos aproximadamente la longitud y el ancho de la superficie. El modelo de alambre a modo de red colgante simulaba la malla de la posterior rejilla de madera. Antes de empezar a anudar la red, había que determinar la dirección en la que debía quedar y luego había que unir los eslabones y las anillas con ayuda de alfileres y una superficie blanda. En el modelo de cadena colgante, el cuenco estaba al revés.
Con la ayuda de carretillas elevadoras y torres de andamios, los trabajadores de la construcción levantaron cuidadosamente el techo hasta su posición final. El día 30 de enero de 1975, a petición del ingeniero de pruebas Fritz Wenzel, se realizó una prueba de carga en el propio techo, en la que se colgaron 205 barriles llenos de agua en la celosía. El proyectil cedió 79 milímetros, un milímetro menos de lo calculado.

En un documental de 2005, Otto admitió que consideraba el Multihalle como su “edificio más audaz”, “mucho más audaz que el techo olímpico”. El ingeniero civil Ian Liddell, quien revisó la estructura del Multihalle en 1975, agregó que usar madera, un material natural, como estructura de techo multicurvo habría sido, sin precedentes ni historia, "como una idea de otro planeta".

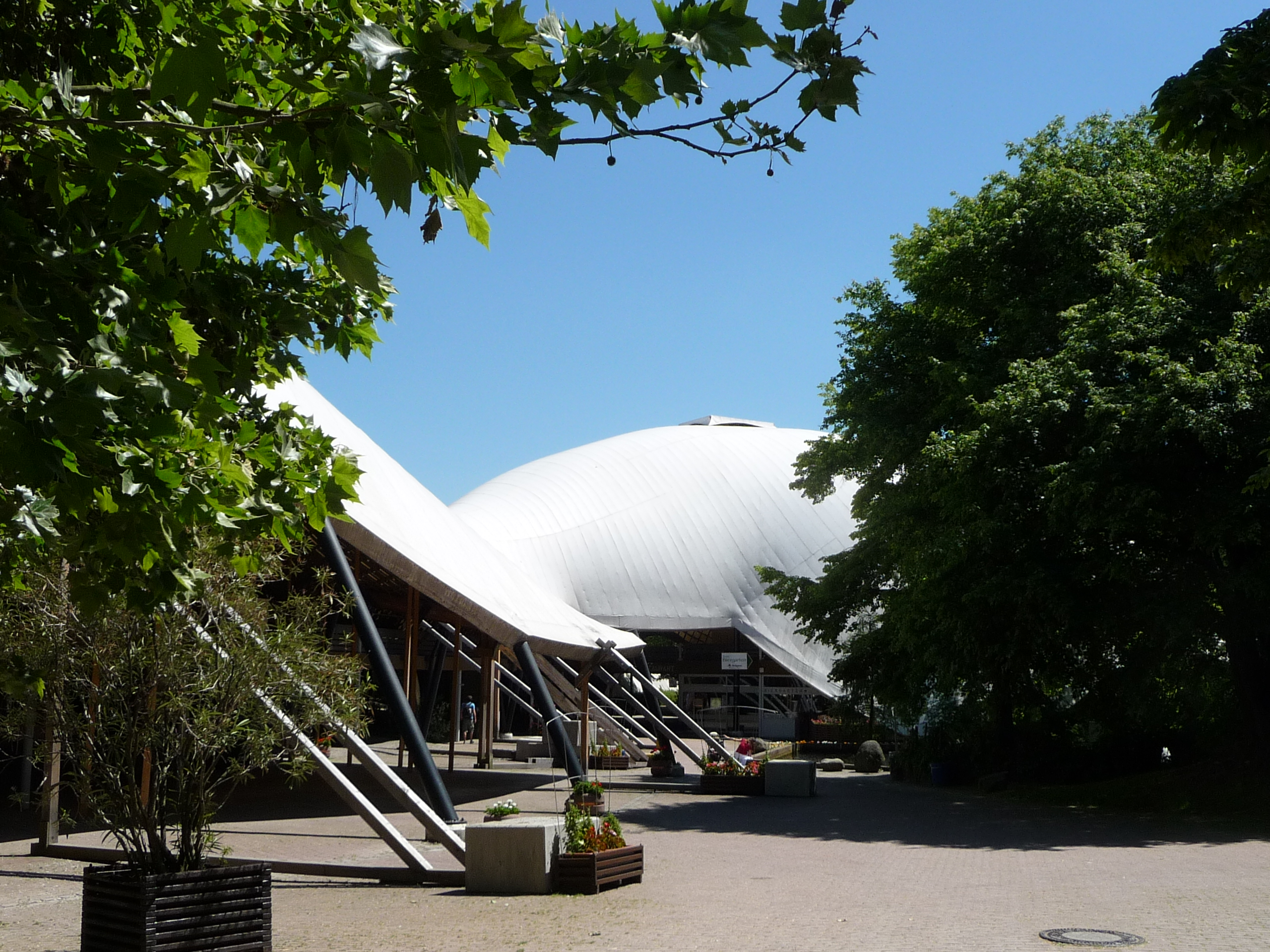
Carcasa exterior del Multihalle
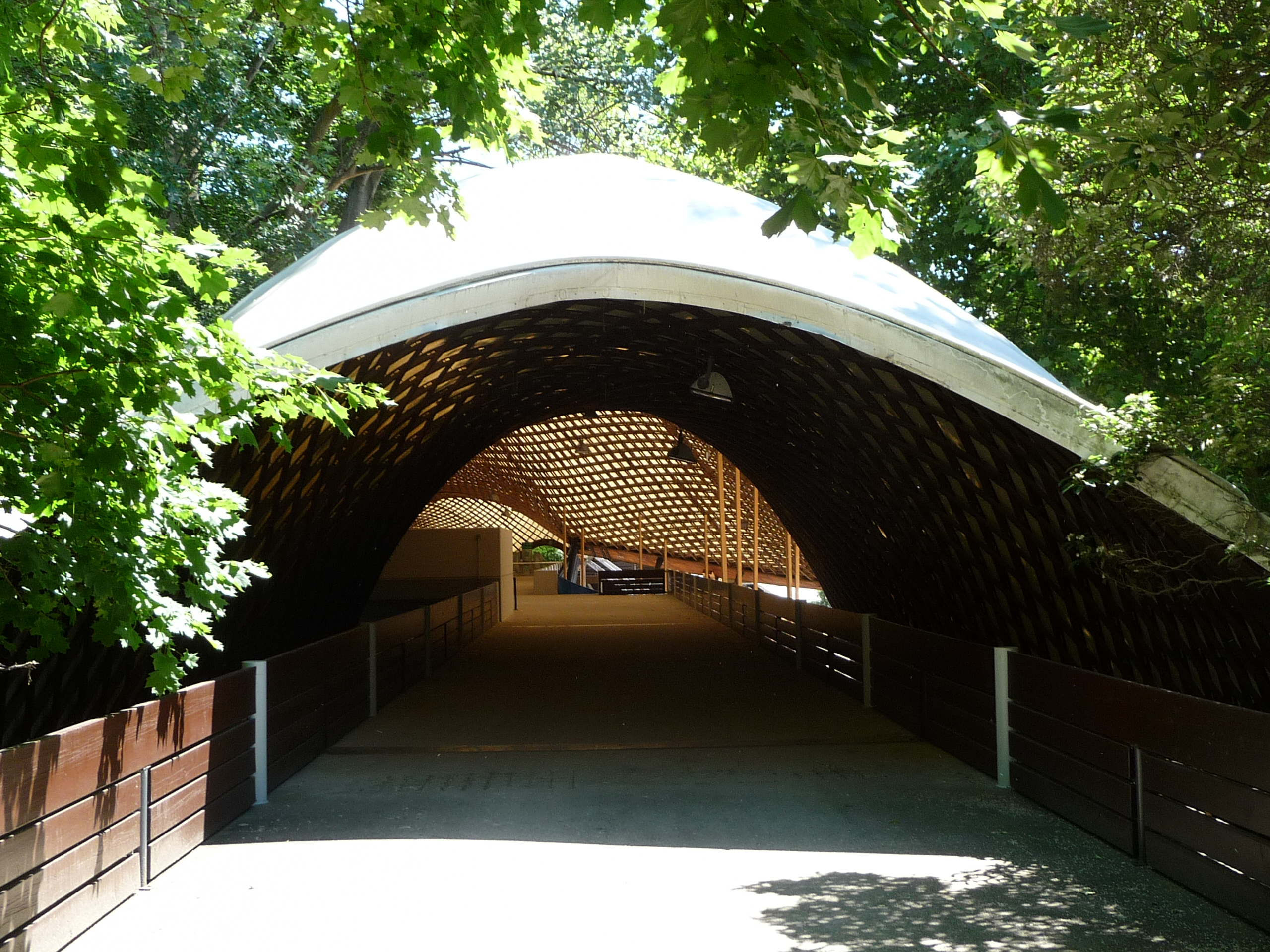
Entrada oeste del antiguo ferrocarril elevado
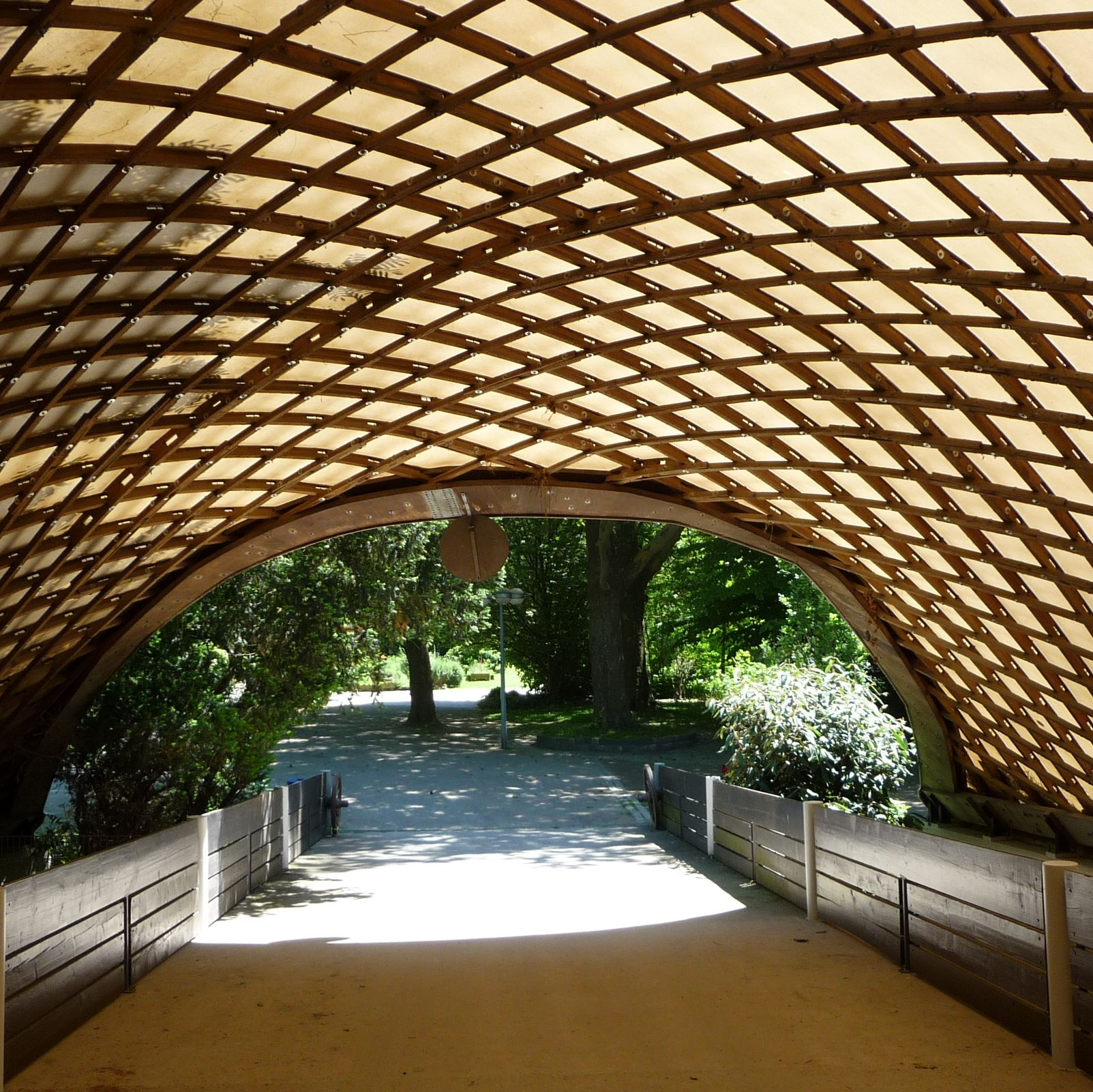
Entrada desde el interior
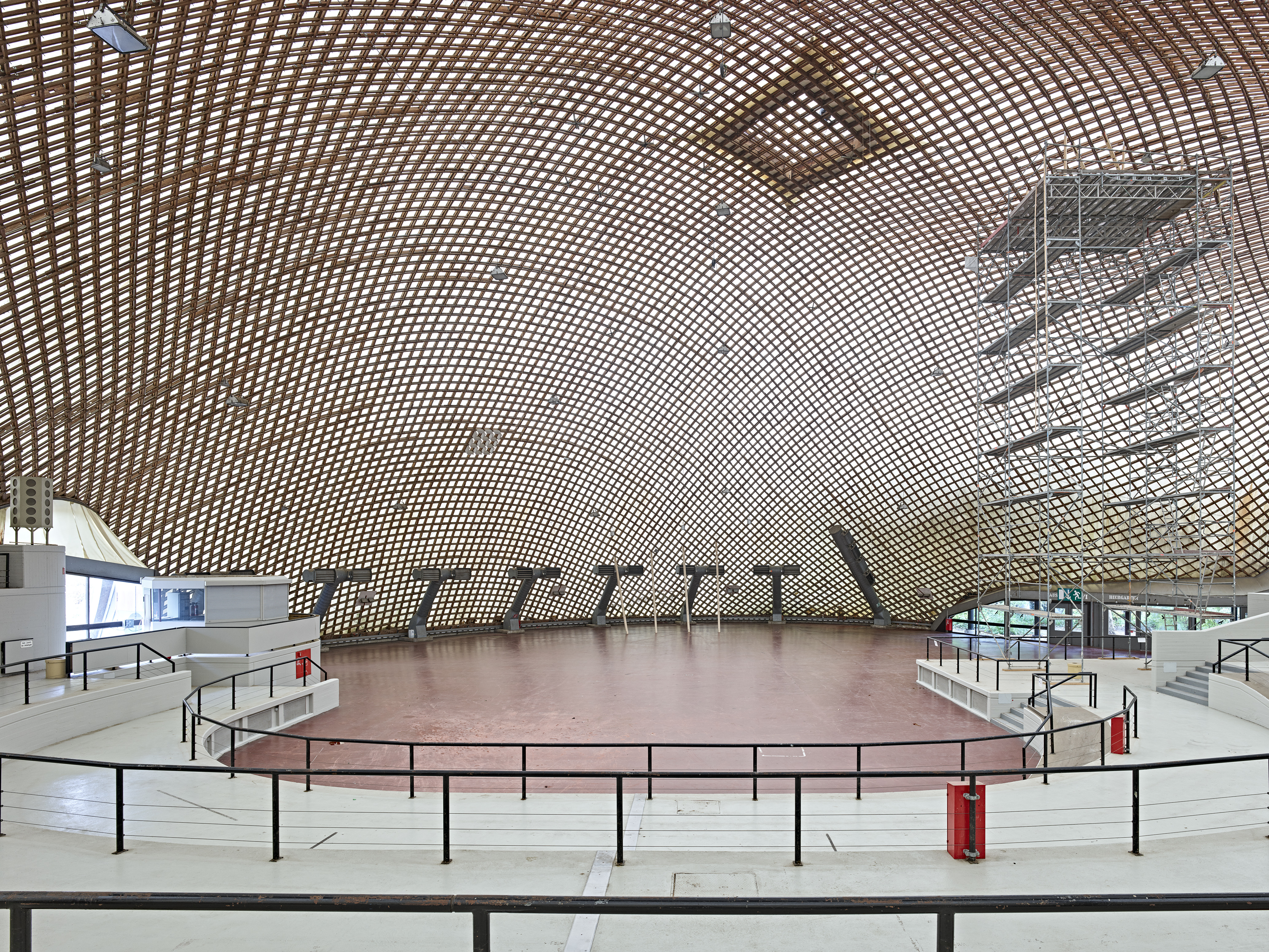
Gran salón en el Multihalle
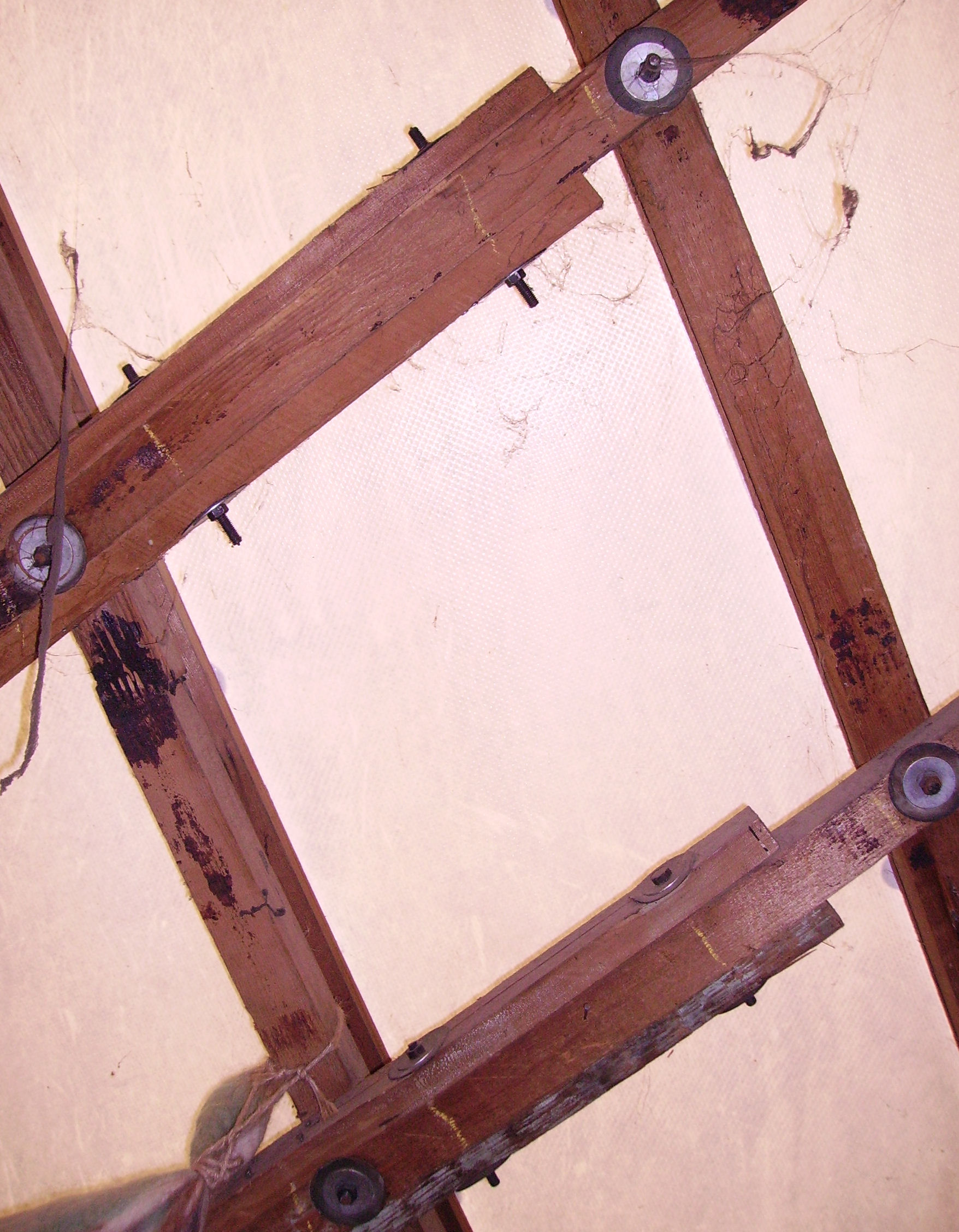
Las uniones de las tiras de madera se apretaron únicamente durante el montaje final.

## Estado actual

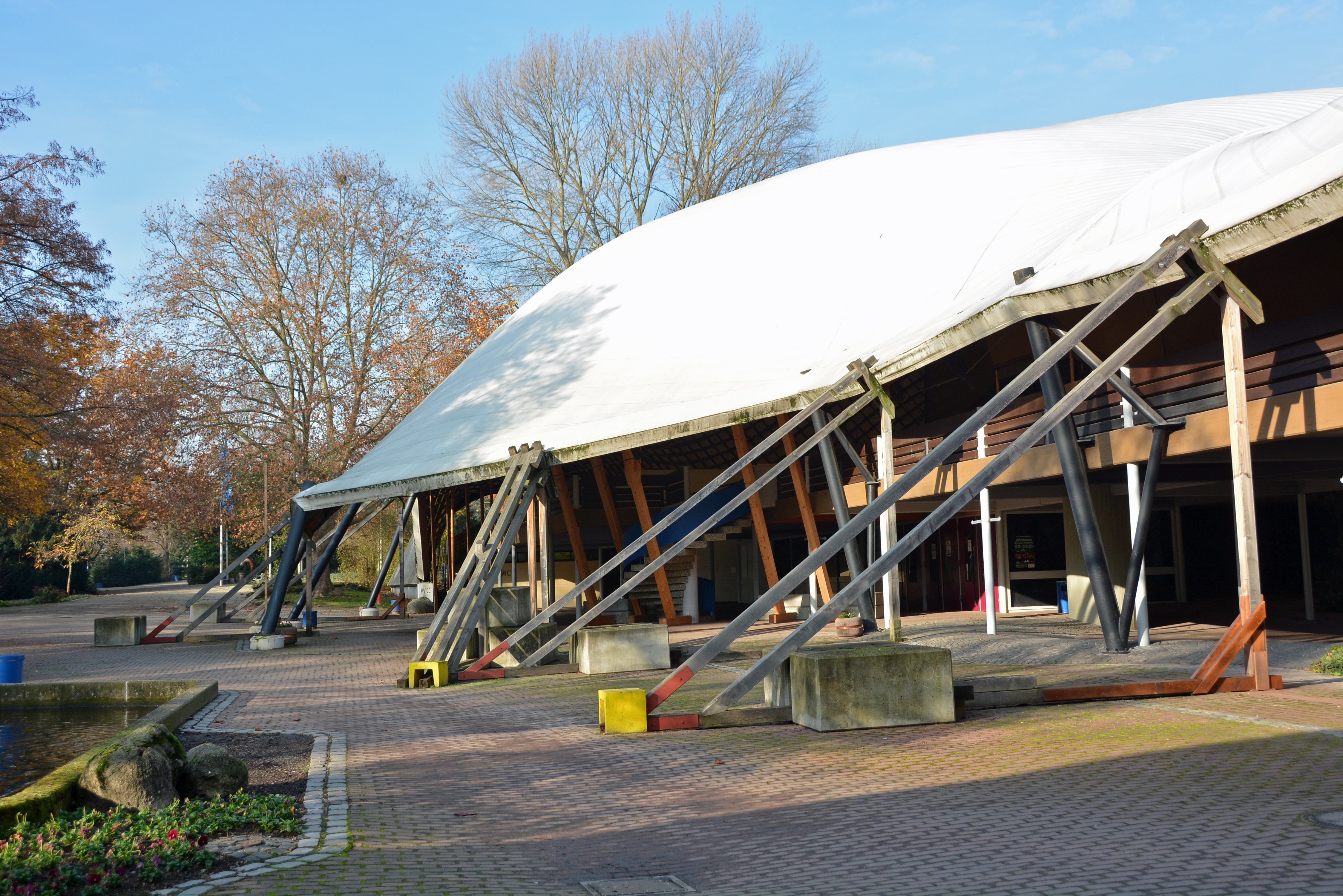
Soportes en el borde del techo

Originalmente, el Multihalle iba a ser una estructura temporal sólo durante la Exposición Federal de Jardinería de 1975. Sin embargo, la construcción de celosía de madera de forma irregular más grande del mundo hasta la fecha no fue demolida y fue declarada monumento cultural en 1998 por razones científicas y de historia local. El Superior Dome, de mayor tamaño, en el Lago Superior, en el estado norteamericano de Michigan, terminado en 1991, tiene una cúpula regularmente doblemente curvada a modo de carcasa de celosía de madera.
El techo laminado consistía originalmente en una lámina de PVC con un inserto de tela. En 1981, fue necesario cubrir la sala con una membrana de sellado de plástico de nuevo desarrollo. La cubierta del techo, que antes era semitransparente, ahora se volvió blanca. Entretanto, en algunos lugares se ha vuelto poroso, de modo que el agua que penetra daña la madera de la estructura del tejado y perjudica su capacidad de carga. Además, la estructura de madera que la sostiene se desplaza, aunque sólo mínimamente. Para evitar más deformaciones, en 2008 se construyó una torre de soporte en la gran nave por razones estáticas. La sala actual se encuentra cerrada desde 2011, pero los caminos bajo el tejado aún son accesibles.
También se ha estabilizado con soportes la estructura del tejado exterior del pabellón actual. El estado estructural continúa deteriorándose. La renovación se viene considerando desde hace varios años. En mayo de 2016, los costes se estimaron en 3,39 millones de euros para la conservación y 11,6 millones para la renovación general. El coste de la demolición se estima en 1,02 millones de euros. Un argumento en contra es que se espera que se le conceda al monumento el estatus de “monumento cultural de particular importancia” según la ley de monumentos. El día 10 En junio de 2016, el ayuntamiento aprobó la demolición del edificio con solo un voto en contra, el de Steffen Ratzel (CDU), a menos que se recaudara una cantidad significativa de dinero para la renovación antes de finales de 2017 a través de subvenciones externas, patrocinio o financiación colectiva.

## Iniciativas de rescate

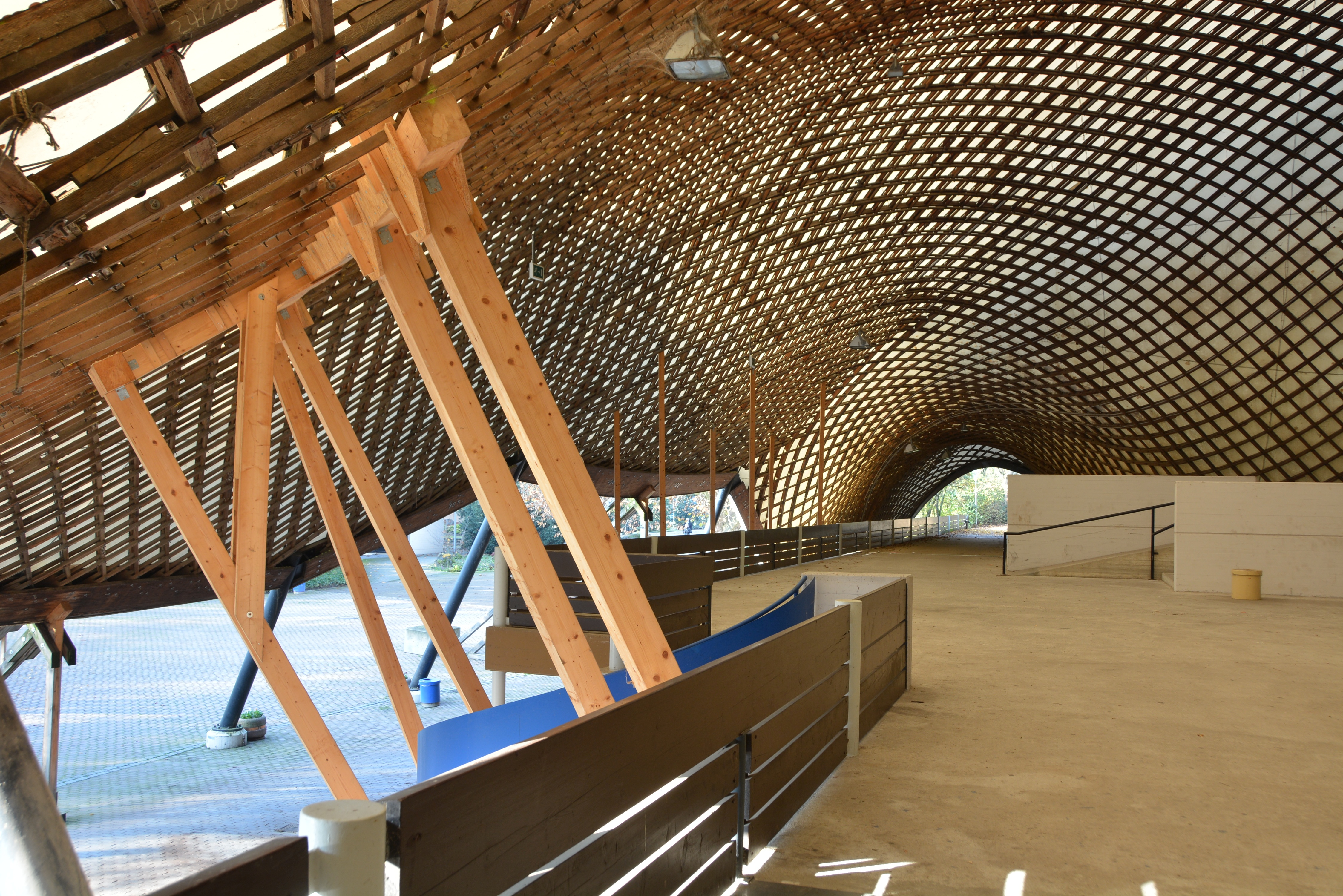
Vigas de soporte en el interior

El 23 de junio de 2017, la comisión principal del Ayuntamiento de Mannheim votó a favor de posponer la decisión final sobre el futuro del Multihalle hasta finales de 2019. Para que hasta entonces se puedan seguir celebrando eventos culturales y deportivos en el recinto, el ayuntamiento aprobó una partida de 158.000 euros. Se espera que una campaña internacional de recaudación de fondos recaude la mayor parte de los costes de renovación necesarios, que ascienden a 11,6 millones de euros, y la ciudad de Mannheim también contribuirá con una parte. El alcalde Lothar Quast estimó que la campaña duraría entre tres y ocho años. Uno de los objetivos es salvar el Multihalle hasta la Exposición Federal de Jardinería de Mannheim en 2023.
Para preservar y dar publicidad al Multihalle, el día 24 se fundaron las siguientes: En octubre de 2016, la Cámara de Arquitectos de Baden-Württemberg y la ciudad de Mannheim fundaron una asociación de apoyo. En la primavera de 2017 se celebró un primer taller en el Multihalle para explicar a los expertos en construcción las particularidades de esta innovadora arquitectura de carcasa y desarrollar nuevas posibilidades de uso.
El presidente de la Asociación Deportiva de Mannheim, Michael Scheidel, explicó que en Mannheim faltan pabellones deportivos. Por ello, apoya el uso del Multihalle con fines deportivos.
En el marco de la conferencia Urban Thinkers Campus patrocinada por las Naciones Unidas en el Ayuntamiento de Mannheim a finales de octubre de 2017, un grupo de trabajo debatió el uso futuro y la participación de los usuarios del Multihalle.
El día 16 En la Exposición Internacional de Arquitectura de la Bienal de Venecia (2018), saai y la ciudad de Mannheim presentaron por primera vez el Multihalle con material de archivo y nuevos conceptos de uso a un público internacional. El Multihalle encarna un “espacio abierto” para una “sociedad abierta” con sus orígenes experimentales, sus cualidades espaciales abiertas y su integración en la topografía urbana de la ciudad y el paisaje.
El día 26 de septiembre de 2018 comenzaron tres días de sesiones informativas públicas en el Multihalle, en las que se recabaron ideas y contribuciones para los debates sobre el futuro uso del Multihalle y del Parque Herzogenried.
El 16 de mayo, el consejo local votó con una “mayoría muy amplia”. En octubre de 2018 para la participación financiera en una renovación integral. Si el gobierno federal asume la mayor parte de la financiación a través del programa “Proyectos Nacionales de Desarrollo Urbano”, la ciudad pretende invertir hasta un tercio de los costes de renovación, que actualmente se estiman en 14,2 millones de euros.  Según Nikolas Löbel (CDU), miembro del Bundestag por Mannheim, el gobierno federal quiere "al mismo tiempo una contribución financiera del estado; la misma cantidad que da el gobierno federal también se espera del estado".
Según Stephan Weber, vicepresidente de la Cámara de Arquitectos de Baden-Württemberg (AKBW), se convocó un concurso de arquitectura para encontrar un modelo de uso óptimo. El dinero del premio del concurso fue donado por la BDA Baden-Württemberg y la empresa de muebles Wilkhahn. El concurso se dirigió explícitamente a la generación más joven de arquitectos y estudiantes “de todo el mundo” para diseñar un “espacio multiusos de posibilidades”. En septiembre de 2019, el jurado eligió para su renovación un diseño de los arquitectos españoles Guillem Colomer Fontanet y Gabriel R. Peña, seleccionados entre tres finalistas por su calidad arquitectónica. El nuevo concepto incluye una “Hallenallee” prolongada y une las instalaciones con transporte público. Además, se añadió un cubo rectangular en la entrada que contrasta deliberadamente con la forma orgánica del techo. A largo plazo, solo se conservará el techo de celosía de madera y el interior se modificará según su uso.
En 2019, la ciudad de Mannheim elevó el perfil del Multihalle a nivel local e internacional con una serie de eventos. Entre los eventos que tuvieron lugar en el Multihalle se encontraban el Time Warp Festival (Maimarkthalle) con música techno, el Nationaltheater Mannheim durante el Schillertage así como la Popakademie Baden-Württemberg y el Goethe-Institut con una instalación sonora y un concierto.
El día 5 de abril de 2019, el Ministerio Federal del Interior, Construcción y Comunidad anunció que el Multihalle recibiría una financiación de 5 millones de euros en el marco del programa federal de Proyectos Nacionales de Desarrollo Urbano. Las razones esgrimidas para esta decisión incluyeron las siguientes: “El proyecto pretende contribuir a la preservación y mejora de un ícono arquitectónico cuya impresionante estructura de soporte es un ejemplo sobresaliente de la ingeniería alemana”.
El consejo local decidió el día 9 con una amplia mayoría. En julio de 2019, para realizar las obras de mantenimiento y renovación del Multihalle con una aportación de 9,2 millones de euros. La participación municipal tuvo que duplicarse porque el financiamiento esperado del gobierno federal y de los gobiernos estatales fue menor de lo previsto. Los miembros opositores del consejo municipal criticaron el concepto de uso aún faltante y la falta de claridad respecto de la financiación adicional para los costos operativos actuales. El concejal saliente Steffen Ratzel (CDU) calificó el Multihalle como la "obra arquitectónicamente más significativa" de Mannheim y, como muchos otros concejales, pidió ofertas para los residentes del edificio. La decisión fue recibida en los medios con aprobación y alivio.

## Renovación
En septiembre de 2019, el jurado seleccionó un diseño del dúo de arquitectos españoles Guillem Colomer Fontanet (Cofo architects) y Gabriel R. Peña (Peña Architecture) en Róterdam de entre los tres equipos de arquitectura que obtuvieron el primer puesto, ya que su diseño era el concepto "con el mayor potencial de desarrollo y la más alta calidad arquitectónica". A mediados de febrero de 2020, Tatjana Dürr, responsable de Cultura de la Construcción de la ciudad de Mannheim, presentó el concepto de uso desarrollado por los arquitectos al Ayuntamiento de Mannheim. El Multihalle recibirá una carcasa transparente y estará prácticamente destripado. A lo largo de la denominada “Hallenallee” se ubicarán diversas instalaciones nuevas. La “Hallenallee”, a su vez, se prolongará en ambos extremos hasta el final del aparcamiento, ofreciendo así a los residentes y visitantes buenas conexiones con el sistema de transporte público de la ciudad.
Cerca del centro de la "Hallenallee", justo frente a la entrada del gran salón, los arquitectos han instalado un cubo rectangular que contrasta de manera notable con la forma suave del techo. La superficie del cuboide proporciona un escenario para todo tipo de espectáculos artísticos. Además, se incorporará un espacio para eventos durante todo el año bajo el cubo, en la planta baja.
La zona de tribunas existente en el gran salón se desmantelará en gran parte, pero se podrán agregar nuevamente segmentos de asientos escalonados individuales (módulos) si es necesario para una variedad de eventos. La tribuna semicircular se puede disponer de distintas maneras mediante los módulos de asientos. “En las oscuras ‘catacumbas’ [detrás de la antigua tribuna] se están creando antiguos camerinos de artistas, oficinas, talleres y espacios para eventos más pequeños, así como estudios [con luz natural].“ Se renovarán las instalaciones sanitarias y la infraestructura técnica, así como el restaurante. La autoridad de construcción de la ciudad esperaba que la construcción comenzara en 2021, asegurando así su finalización antes del Salón Federal de Jardinería de 2023.
No obstante, un análisis exhaustivo de los daños en los techos y la infraestructura realizado en 2020 por la Autoridad de Construcción puso de manifiesto una necesidad de reparaciones mucho más significativa de lo que se había anticipado. Por lo tanto, debido a limitaciones de tiempo y costos, el plan de renovación deberá ser en gran medida pospuesto hasta después de la Exposición Federal de Jardinería. Las reparaciones tendrán prioridad en términos de tiempo y recursos financieros sobre los nuevos trabajos interiores. Sin embargo, ya no es necesario estabilizar todo el techo mediante una doble fijación. Es suficiente con reparar únicamente las áreas afectadas. Los costos adicionales se estiman en aproximadamente seis millones de euros, lo que eleva el total actual a 20,4 millones de euros. La Fundación Wüstenrot se comprometió a donar dos millones de euros para la conservación del Multihalle. El día 5 En noviembre de 2020, la mayoría del consejo municipal votó a favor del plan de reurbanización modificado.
Las reparaciones iniciales del techo iniciaron en la primavera de 2021. Como consecuencia, se talaron 20 árboles en las cercanías de la sala debido a que sus raíces interferían con la reconstrucción de la infraestructura. Empleando métodos mínimamente invasivos, se podría minimizar la cantidad de precipitaciones. Para compensar la tala de los árboles, se plantarán 45 plántulas a lo largo de la nueva avenida que lleva a la Nueva Messplatz.
En el contexto de las discusiones sobre el presupuesto del Ayuntamiento de Mannheim para el año 2023, los grupos parlamentarios CDU, FDP/MfM y Mannheimer Liste pidieron en diciembre de 2022 que se desistiera de la renovación debido a los costos estimados en 36 millones de euros. Las propuestas no lograron obtener la mayoría.

## Misceláneas
El 30 de septiembre de 1976, las agrupaciones de rock Rainbow y AC/DC llevaron a cabo un concierto en el Multihalle de Mannheim.

## Literatura
– cronológicamente –
- Frei Otto (ed.) : Multihalle Mannheim. (= Comunicaciones del Instituto de Estructuras Ligeras, IL 13.) Krämer, Stuttgart 1978, ISBN 3-7828-2013-4, 276 págs., numerosas ilustraciones.
- Irene Meissner, Eberhard Möller: Frei Otto: investigar, construir, inspirar / una vida de investigación, construcción e inspiración. En: Detail, Múnich 2015, ISBN 978-3-95553-252-9, pág. 82 f. (alemán, inglés), muestra de lectura .
- Jochen Stahl, Christian Rosenkranz: El milagro de Mannheim. Estructura del techo. En: Construyendo con madera, 2016, vol. 118, No. 10, pág. 16–21, ISSN 0005-6545, Editorial .
- Georg Vrachliotis: Frei Otto, Carlfried Mutschler, Multihalle. Spector Books, Leipzig 2017, ISBN 978-3-95905-192-7 (alemán, inglés).
- Ian Liddell, Chris Williams, Paul Rogers: La estructura de rejilla del Multihalle de Mannheim. En: Cámara Federal de Ingenieros (ed.) : Ingeniería Civil 2018 . Ernst & Sohn, Berlín 2017, ISBN 978-3-433-03204-6, pág. 162–169.
- Eberhard Möller: Innovación a través de la inspiración y la creatividad. Mantener el Multihalle como un experimento ejemplar de construcción ligera. En: Tecnología de la Construcción, 2019, Vol. 96, No. 1, pág. 15–20, doi:10.1002/bate.201800075 .
- Fritz Wenzel : Multihalle Mannheim. ¿Qué puede pasar a continuación con la celosía de madera de Frei Otto? En: Tecnología de la Construcción, 2019, Vol. 96, No. 1, pág. 21–24, doi:10.1002/bate.201800086 .
- Melanie Mertens: La ballena varada. El monumento Multihalle . En: Preservación de monumentos en Baden-Württemberg, 2020, vol. 49, No. 1, pág. 9–14 ( en línea ).
- Christian Kayser, Ivan Kovacevic: Bajo las rejas. Ejemplo de evaluación de daños en el Multihalle de Mannheim . En: Preservación de monumentos en Baden-Württemberg, 2020, vol. 49, No. 1, pág. 15–20 ( en línea ).
- Ian Lidell: Maquetas para el desarrollo del diseño, ingeniería y construcción del Multihalle para la Exposición Federal de Jardinería de 1975 en Mannheim . En: Bill Addis (ed.) : Modelos físicos. Su uso histórico y actual en el diseño de ingeniería civil y de edificación (= Serie de Historia de la Construcción ). Ernst & Sohn, Berlín 2021, ISBN 978-3-433-03257-2, pág. 639–659, Inhaltsverzeichnis .

## Película
- Liberen a Otto. De pompas de jabón y tiendas de campaña. Película documental, Alemania, 2005, 60 min., Escrita y dirigida por Louis Saul, Producción: SWR, arte, Primera emisión: arte, 22. Abril de 2005,       .

 A partir del minuto 38:10: Frei Otto acompañado por Joachim Langner, Ian Liddell y otros inspeccionan y examinan el estado estructural del Multihalle, que todavía estaba intacto en ese momento.

## Exposiciones
- Multihalle – Paraguas Democrático. Vestuario de la BDA en el Zeppelin-Carré, Stuttgart, 15. del 28 de abril Junio de 2019.
- BUGA 75 . Un festival cambia la ciudad. Marchivum, Mannheim, 24. Marzo al 18 Agosto de 2019.
- La Bella Durmiente. Reinventando el Multihalle de Frei Otto. Presentación del saai y de la ciudad de Mannheim en la 16ª Exposición Internacional de Arquitectura de la Bienal de Venecia, 26. del 25 de mayo Noviembre de 2018.
- Robert Häusser y Marco Vedana: Milagro espacial Multihalle. Fotografía de arquitectura en la Casa de Arquitectos de Stuttgart, del 1 de junio al 4 de julio de 2017.

## Enlaces web
- Asociación Multihalle Mannheim – Ciudad de Mannheim y Colegio de Arquitectos de Baden-Württemberg (con una cuenta de donaciones para la conservación del pabellón)
- Unir fuerzas para salvar el Multihalle. En: Cámara de Arquitectos de Baden-Württemberg, 24. Octubre de 2016
- Planos de construcción: Transformación Multihalle. En: COFO arquitectos (Inglés)

Arquitectura
- Multihalle Mannheim. Modelo colgante para determinar la estructura reticular del tejado del pabellón. En: Museo Alemán de Arquitectura – Colección de Maquetas, 2013
- Los arquitectos de construcción ligera siempre tuvieron la madera como material de construcción en su agenda. En: informationsdienst-holz.de, 15. Mayo de 2015
- Eda Schaur: Al revés. Rejilla de concha Mannheim. En: Cutting, 2005, No. 19, pág. 12 F.
- Ursula Baus: …ya entrada en años. El Multihalle Mannheim. En: db periódico alemán de construcción, 2015, n.º 9, 30. Noviembre de 2015

Vídeos, imágenes
- Liberen a Otto. Pensar en modelos – proyectos. El Parque Olímpico de Múnich, el Multihalle de Mannheim y Stuttgart 21. En: Centro de Arte y Medios, 2016, 6:33 mín.
- Visita virtual del Multihalle. En: zitronenwolf.com, 2. Mayo de 2017.
- Galería de fotos del Multihalle. En: Baunetz, 21. Junio 2017, artículo.
- Markus Prosswitz: Galería de fotos del Multihalle. En: Mannheimer Morgen, 22. Marzo de 2018.
- Vídeo con imágenes actuales y fotografías históricas. En: alugha Points (alemán, inglés, español, catalán, árabe, chino), 1:43 Mín., 20. Enero de 2020.